# Ромашка (Приморский край)
Рома́шка — село в Хасанском районе Приморского края, входит в Славянское городское поселение.

## Географическое положение
Ромашка расположено на реке Пойма, в 6 км от её впадения в бухту Баклан залива Петра Великого. Через село проходит автомобильная трасса А189 Раздольное — Хасан. Расстояние до райцентра, посёлка Славянка, по дороге составляет 10 км, до Владивостока — около 174 км. Ближайшая железнодорожная станция Пойма расположена в 5 км к северо-западу.

## История
Село было основано корейскими крестьянами в 1873 году. Первоначально носило название Нижние Адими в честь реки на которой находилось, определение нижнее дано для отличия от села Верхнее Адими. В ходе программы по ликвидации китайских названий 1972 года, было переименовано в Ромашка..

## Население
| 1915 | 2002 | 2005 | 2010 |
| ---- | ---- | ---- | ---- |
| 423  | ↘7   | ↗9   | ↗18  |